# Un bar aux Folies Bergère
Un bar aux Folies Bergère est un tableau réalisé par le peintre Édouard Manet au début des années 1880. Il s'agit de la dernière œuvre majeure de Manet avant sa mort. 

## Histoire
La scène, contrairement aux apparences, n’a pas été peinte au bar des Folies Bergère mais a été entièrement recréée en atelier. La jeune femme servant de modèle, Suzon, est en revanche une véritable employée de ce célèbre café-concert.

## Analyse
Les nombreux éléments présents sur le marbre du bar, qu’il s’agisse des bouteilles d’alcool, des fleurs ou des fruits, forment un ensemble pyramidal allant trouver son sommet, non sans malice, dans les fleurs qui ornent le corsage de la serveuse elle-même. Les bouteilles peuvent aussi mener à sa bouche, ce qui serait logique pour des bouteilles. Mais l’aspect ayant le plus retenu l’attention des critiques a été le reflet de Suzon dans le miroir. Ce dernier ne semble pas renvoyer une image exacte de la scène, tant en ce qui concerne la posture de la jeune femme que la présence de l’homme en face d’elle, si rapproché qu’il devrait logiquement tout cacher aux yeux du spectateur. Il est difficile de conclure si cette anomalie est le fruit de la volonté de l’artiste ou une simple erreur d’appréciation, ce qui n’a pas été sans amuser Huysmans. Ce dernier décrit avec délectation la manière dont le tableau « stupéfie les assistants qui se pressent en échangeant des observations désorientées sur le mirage de cette toile ».

## Postérité

### Photographie
Ce tableau a été à la source de l'inspiration d'une photographie du Canadien Jeff Wall, Picture for Women (en) (1979).

### Musique
Dans le clip vidéo d'Emily Loizeau, Sister, le plan présent à la trente-cinquième seconde s'inspire très fortement de l'œuvre : Un bar aux Folies Bergère.
Dans son clip vidéo Breathin, l'artiste Ariana Grande reprend les grands éléments de ce tableau pour les transposer dans son clip.

### Littérature
Ce tableau apparaît dans le roman d’Éric Marty, Le Cœur de la jeune Chinoise, Seuil, 2011.